# Aladino e la sua lampada meravigliosa
Aladino e la sua lampada meravigliosa (Aladin et la Lampe merveilleuse) è un film d'animazione del 1970 diretto da Jean Image, tratto dal racconto Aladino e la lampada meravigliosa da Le mille e una notte. È anche noto solo come Aladino e la lampada meravigliosa.

## Trama
Dal suo antro nascosto nell'occhio della Sfinge, il Mago d'Africa trama per trovare la lampada che garantisce enormi poteri a chiunque la possegga. Il signore delle tenebre lo informa che la lampada è nascosta in una terra lontana ai confini della Cina, e che solo la mano di un bambino innocente può impadronirsi di essa. Con l'aiuto del suo tappeto magico, il Mago si reca in quel regno. Lì incontra Aladino, un povero bambino che vive da solo con sua madre. Spacciandosi per lo zio di Aladino, il Mago lo convince a recuperare la lampada in una caverna, donandogli un anello magico come protezione. Dopo un litigio con il Mago, il ragazzo rimane chiuso nella grotta, ma riesce ad uscirvi grazie al genio dell'anello. Più tardi Aladino e sua madre scoprono che anche nella lampada è nascosto un genio, grazie al quale riescono ad elevarsi dalla povertà. Alcuni anni dopo, Aladino si innamora della Principessa Badrul Budur, e con l'aiuto del genio della lampada riesce ad ottenere la sua mano dal Sultano. Nel frattempo il Mago d'Africa riesce a rintracciare Aladino, e riappropriatosi della lampada rapisce la Principessa, trasportandola in Egitto insieme al suo palazzo. Aladino si fa portare in Egitto dal genio dell'anello, e dopo aver sconfitto il Mago riporta la Principessa dal Sultano. La storia termina con le nozze dei due giovani.

## Colonna sonora
Le canzoni sono state composte da Christian Sarrel su testi di Jean-Michel Rivat e Frank Thomas.
- Ce qu'on est bien dans son bain, cantata da Henri Virlojeux e René Hiéronimus
- Avec un pièce d'or, cantata da Olivier
- On est pauvre sans amour, cantata da Lucie Dolène e Pascal Dufar
- Je me marie, cantata da Lucie Dolène

## Distribuzione
Il film è stato distribuito in Francia il 28 gennaio 1970, mentre in Italia è stato distribuito nel novembre dello stesso anno.